# Wolfgangtal

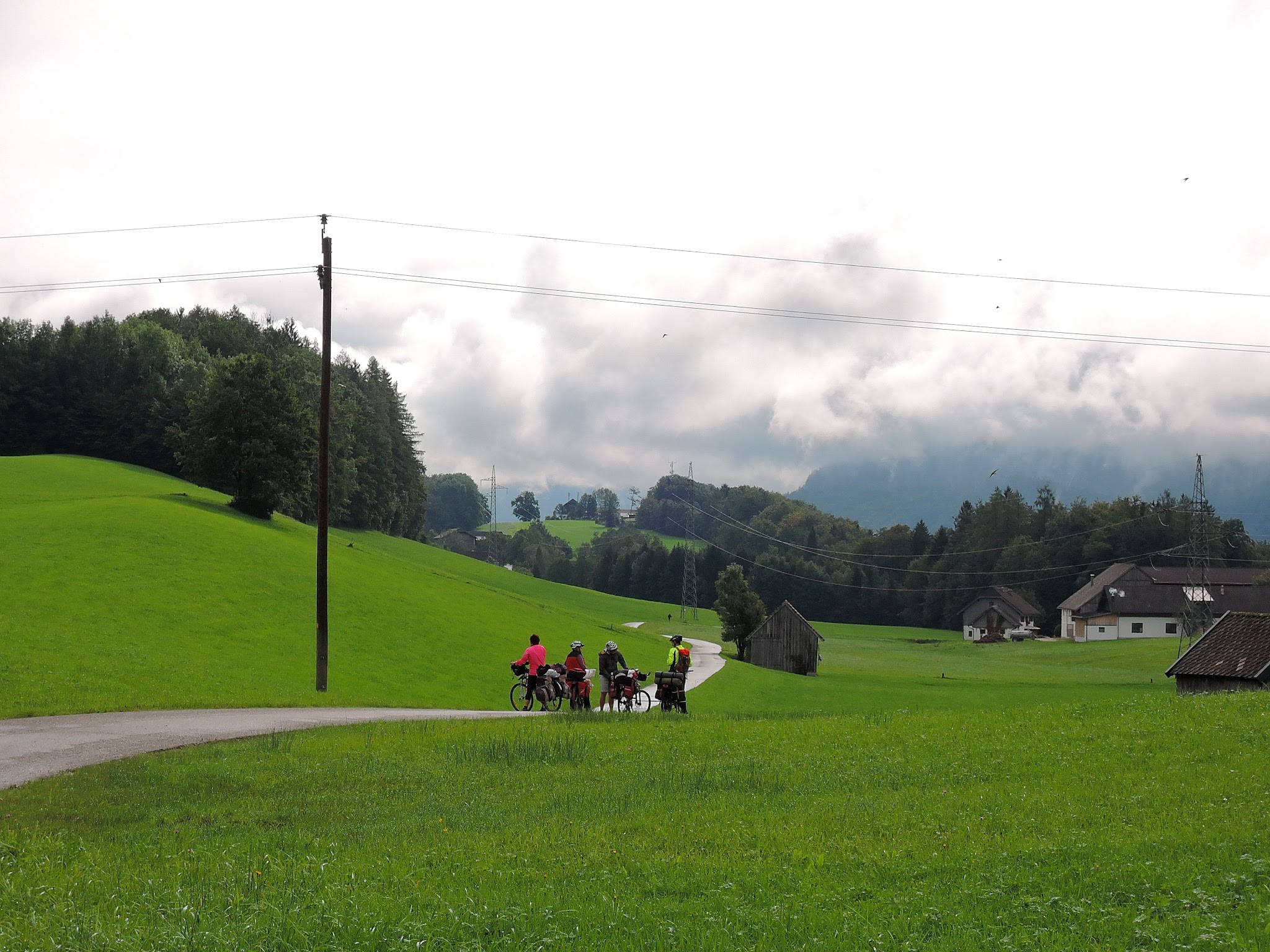
St. Wolfgang im Wolfgangtal (2014)

Das Wolfgangtal (auch: Ischltal) ist eine Talung, die Oberösterreich und Salzburg voneinander abgrenzt.

## Entstehung
Das Wolfgangtal wurde nicht durch die Ischl geformt, sondern durch eine Gletscherzunge des Dachsteingletschers, die lokal auch Wolfgangseegletscher bezeichnet wird. Das Tal beginnt westlich am Wolfgangsee  und endet östlich bei Bad Ischl. Die dominierenden Gesteine im Wolfgangtal bestehen aus jurassischen Plattenkalken.
Im Wolfgangtal und seinen Nebentäler – wie der Kienbachklamm – finden sich zahlreiche Fundstellen von gut erhaltenen Felsritzungen. Die Petroglyphen sind größtenteils als archäologische Denkmäler geschützt.